# Je vois venir...
Albums de Gabriel Yacoub (ex-Malicorne)
The simple things we said (compilation)
(2002) De la nature des choses
(2008)
Je vois venir... est le neuvième album solo de Gabriel Yacoub. Sorti en septembre 2004, il s'agit, à ce jour, de son unique (double) album live en solo.

## Historique
Ce double album est l'enregistrement du double concert donné les 17 et 18 janvier 2003 au Théâtre de Cornouaille à Quimper par Gabriel Yacoub réunissant pour l'occasion autour de lui une formation de 9 musiciens ayant collaboré avec lui à un moment ou un autre de sa carrière. C'est un enregistrement public mais aussi une sorte de compilation puisqu'il ne comporte que peu d'inédits. Début 2005, il s'en était vendu 5000 exemplaires en cinq mois.

## Liste des titres
| No  | Titre                                                      | Année | Durée |
| --- | ---------------------------------------------------------- | ----- | ----- |
| 1.  | Les choses les plus simples (ouverture)                    | 1990  | 1.05  |
|     | Mes belles anciennes compagnes                             | 2001  | 3.28  |
| 2.  | Gris                                                       | 2001  | 5.36  |
| 3.  | Pour une joie au loin                                      | 2001  | 4.07  |
| 4.  | Si c’était                                                 | 2001  | 4.55  |
| 5.  | Trahison                                                   | 2001  | 6.20  |
| 6.  | Les rues des vieilles capitales                            | 2001  | 3.46  |
| 7.  | Je resterai ici                                            | 1986  | 4.13  |
| 8.  | Je vois venir                                              | 2001  | 5.36  |
| 9.  | Die nachtegaal die sanck een lied (Le chant du rossignol)  | 2004  | 4.03  |
| 10. | L'amour marin                                              | 1953  | 7.38  |
| 11. | Chanson de fol                                             | 2002  | 1.43  |
| 12. | Ouvarosa                                                   | 2002  | 4.03  |
| 13. | Dame : petite dame                                         | 2001  | 2.55  |
| 14. | Désir                                                      | 1997  | 3.34  |
| 16. | Rêves à-demi                                               | 1997  | 4.27  |
| 17. | Beauté                                                     | 1993  | 1.43  |
|     | Twelfth song of the thunder                                | 1993  | 2.13  |
| 18. | Pluie d'elle                                               | 1997  | 3.37  |
| 19. | La complainte du coureur de bois                           | 1978  | 3.02  |
| 20. | Carmin                                                     | 2002  | 2.06  |
|     | Le ballet des coqs                                         | 1979  | 1.52  |
| 21. | Les choses les plus simples                                | 1990  | 5.11  |
| 22. | Il me reste un voyage à faire (et puis un autre à défaire) | 1986  | 5.01  |
| 23. | Ami : âme : amen                                           | 2002  | 2.22  |

## Production
- Réalisé par Gabriel Yacoub, assisté de Yannick Hardouin et Michel Van Achter
- Enregistré au Théâtre de Cornouaille, Quimper, France les 17 et 18 janvier 2003 par José Nédélec assisté par Benoît Le Bihan (matériel son & enregistrement SIWA)
- Mixé et finalisé au Studio Happy Family, Liège, Belgique par Michel Van Achter
- Photos : Jef Rabillon
- Maquette : Gaston Riou / LNLE, Paris (France)
- Video : Robert Chalut

## Crédits
Tous titres écrits et composés par Gabriel Yacoub excepté :
- Die nachtegaal die sanck een lied [Le chant du rossignol] : Trad. adapt & arr Gabriel Yacoub
- L’amour marin : Paul Fort | Georges Brassens
- Chanson de fol : Paul Fort | Georges Brassens
- Ouvarosa : Gabriel Yacoub & Sylvie Berger | Gabriel Yacoub
- Beauté | Twelfth song of the thunder : Trad. adapt Gabriel Yacoub - Gabriel Yacoub | Trad. adapt Nikki Matheson - Nikki Matheson
- La complainte du coureur de bois : Trad. adapt arr Malicorne
- Carmin | Le ballet des coqs : Gilles Chabenat | Trad. arr Malicorne
- Il me reste un voyage à faire [et puis un autre à défaire] : Gabriel Yacoub | Olivier Zdrzalik Kowalski
- Ami : âme : amen : Gabriel Yacoub | Gildas Arzel

## Personnel

### Musiciens
- Gabriel Yacoub : chant, guitare,
- Yannick Hardouin : piano, basse acoustique, chant et direction artistique du projet,
- Vincent Leutreau : violon, chant,
- Sylvie Berger : chant,
- Ludo Vandeau : chant,
- Nicolas-Yvan Mingot : guitares électrique et acoustique, chant,
- Gilles Chabenat : vielle à roue,
- Ronan Le Bars : uilleann pipes, low whistle
- Brian Gulland : basson, flûte à bec, hautbois, sax soprano, tuba, chant,
- David Pouradier Duteil : percussions.

### Équipe technique
- Pat O'May : assistance technique
- José Nédélec : sonorisation et prise de son, assisté par Benoît Le Bihan
- Nicolas Drobinski : sonorisation
- Claude Coulloc'h : lumières
- Thierry Guiot : régie plateau
- Robert Chalut : prise d'image
- Michel Van Achter : fusion et finalisation

## Remerciements
En plus de tous les musiciens et de tous les techniciens :
- Toute l'équipe du Théâtre de Cornouaille-Quimper, direction Michel Rostain
- Étienne Tison : maître d’œuvre, artisan du projet
- Jean-Pierre Arnoux (inspiration)
- Robert Chalut (filmage des deux concerts)